# Epicauta heterodera
Epicauta heterodera är en skalbaggsart som beskrevs av Horn 1891. Epicauta heterodera ingår i släktet Epicauta och familjen oljebaggar. Inga underarter finns listade i Catalogue of Life.